# مقاطعة بيميسكوت (ميزوري)
مقاطعة بيميسكوت (بالإنجليزية: Pemiscot County)‏ هي إحدى المقاطعات في ولاية ميزوري في الولايات المتحدة الأمريكية.